# Sherman Oaks, Los Angeles
Sherman Oaks este o zonă urbană cu o suprafață de 21 km2 situată în Valea San Fernando din orașul Los Angeles statul California, SUA. În contrast cu o mare parte din San Fernando, zona este intens urbanizată, cu zgârie-nori, centre  comerciale mai ales de-a lungul bulevardului Ventura. Sherman Oaks este un centru local de transport regional, de afaceri, și cumpărături. El avea în anul 2009, 61.166 loc.

## Personalități marcante
- Olsen Twins
- Jennifer Aniston
- Mary-Kate și Ashley Olsen